# Aéroport de McQuestern
Pour les articles homonymes, voir McQuesten.
L'aéroport de McQuesten, (code IATA : CFP4) est situé à sur les rives de la rivière Stewart près de la communauté de McQuesten au Yukon.